# Václav Velínský
Václav Velínský (21. března 1907 Praha – 21. srpna 1980 East Preston) byl důstojníkem Československé samostatné obrněné brigády v období druhé světové války a politický vězeň komunistického režimu.

## Život

### Před druhou světovou válkou
Václav Velínský se narodil 21. března 1907 v Praze. Vystudoval reálné gymnázium, kde i odmaturoval.

### Druhá světová válka
Po německé okupaci v březnu 1939 vstoupil Václav Velínský do protinacistického odboje. Na začátku roku 1940 opustil Protektorát Čechy a Morava a přes Slovensko, Maďarsko, Jugoslávii a Itálii se dostal do Francie, kde se v březnu téhož roku přihlásil do zde vznikající zahraniční československé jednotky. Byl zařazen k dělostřelcům. Po pádu Francie v červnu 1940 se evakuoval do Spojeného království, kde se u 1. československé smíšené brigády stal velitelem čety kanónů proti útočné vozbě a důstojníkem odpovědným za tisk. V roce 1944 se s Československou samostatnou obrněnou brigádou účastnil obléhání Dunkerque, v roce 1945 pak působil jako velitel československého výcvikového střediska ve Spojeném království a poté jako zástupce vojenského atašé.

### Po druhé světové válce
Po skončení druhé světové války sloužil mezi říjnem 1945 a srpnem 1947 jako československé vojenské mise u Britské armády v Německu, poté se stal pedagogem na Vysoké škole válečné v Praze. V prosinci 1948 byl komunistickou mocí poslán na dovolenou a k 1. březnu 1949 přeřazen do výslužby. Dne 21. dubna téhož roku byl v rámci Akce D zatčen a 11. května uvězněn na Mírově. Propuštěn byl 27. dubna 1951. V roce 1964 odešel znovu do exilu a žil ve Spojeném království. Zemřel 21. srpna 1980 v East Prestonu.

## Vyznamenání
- Československý válečný kříž 1939
- Československá medaile Za chrabrost před nepřítelem
- Československá medaile za zásluhy I. stupně
- Hvězda 1939–1945
- Hvězda za Francii a Německo
- Britská medaile Za obranu
- Vítězná medaile (Spojené království)